# Pride & Prejudice: A Latter-Day Comedy
Pride & Prejudice: O comedie din zilele din urmă este o adaptare independentă a filmului din 2003 a romanului lui Jane Austen, cu același nume, stabilit în Provo modernă din Utah. Filmul a primit recenzii mixte, cu mai multe comentarii negative decât pozitive. Criticii au acuzat filmul de redactarea sa proastă și aplicația sa dură a povestii în viața modernă. Comentariile pozitive au lăudat performanța lui Kam Heskin în rolul Elizabeth și s-au bucurat că filmul era "drăguț". Deși filmul conținea aspecte ale culturii LDS, majoritatea criticilor au fost de acord că legătura filmului cu cultura LDS a fost trivială, făcând filmul mai universal accesibil spectatorilor.

#### Distribuția și echipajul
- Kam Heskin ca Elizabeth Bennet
- Orlando Seale ca Will Darcy
- Carmen Rasmusen ca Charlotte Lucas
- Ben Gourley ca Charles Bingley
- Lucila Sola ca Jane Vasquez
- Kelly Stables ca Lydia Meryton
- Amber Hamilton ca Kitty Meryton (ca Nicole Hamilton)
- Henry Maguire ca Jack Wickam
- Kara Holden în calitate de Caroline Bingley
- Hubble Palmer ca William Collins
- Onoare Bliss ca Anna Darcy

#### Referiri la romanul lui Jane Austen, Mândrie și Prejudecată
- Clasa universitară a lui Lizzy studiază Jane Austen
- Există un portret al lui Jane Austen în cabina de schi a lui Darcy
- Numele Pugului lui Lydia este "Austen". Un pug de companie este de asemenea găsit în parcul Mansfield al lui Jane Austen.
- Restaurantul in care Lizzy îl întâlnește pe Darcy este numit "Rosings". În carte, Rosings Park este casa mătușii lui Darcy, Lady Catherine de Bourgh și, de asemenea, aproape de locul în care Elizabeth respinge prima propunere a lui Darcy.
- Lydia și Jack intenționează să se căsătorească în capela Las Vegas, care are o temă scoțiană. În carte, Lydia și Wickham trebuie să meargă în Scoția pentru a se căsători, deoarece pot face acest lucru mai repede decât au putut în Anglia (vezi Gretna Green Marriage).
- Reședința fetelor se află pe o stradă numită Longbourn. În cartea Bennet Estate este Longbourn.
- În versiunea "mai religioasă", Collins se referă la președintele misiunii sale, "președintele deBourgh", așa cum se referă Collins la Lady de Bourgh în carte.
- Numele de familie al lui Lydia și Kitty în film este Meryton, cel mai apropiat oraș din orașul Bennet din Longbourn.

#### Coloana sonoră
1. "Nothing Wrong" (Stephanie Smith)
2. "Cake"
3. "Be With You" (Carmen Rasmusen)
4. "Bookstore Suite"
5. "Pillowtalk"
6. "All the Way" (Trey Warner)
7. "Dream on Dream" (Jeff Foster)
8. "Jane's Attraction"
9. "Elizabeth's Dream"
10. "My Baby" (Ben Carson)
11. "Bling Bling Daddy" (Scott Reinwand)
12. "Not Enough of You" (Ben Carson)
13. "Gathering"
14. "Unexpected Song" (Sarah Brightman)
15. "Condition of Desperation" (Randy Porter)
16. "Cowboy Rompin'" (Brilliant Stereo Mob)
17. "Match Point"
18. "Bingley Leaves"
19. "Self Portrait" (Stephanie Smith)
20. "Solid Comma Girl" (Brilliant Stereo Mob)
21. "Mutual Attraction"
22. "Life" (Coolhand)
23. "Can't Stand the Way You See Me" (Ben Carson/Scott Reinwand)
24. "My Giant" (Stephanie Smith)
25. "Nothing Wrong Reprise" (Jamen Brooks)